# Jim Ameche
Jim Ameche (6 de agosto de 1915- 4 de febrero de 1983) fue un actor de radio estadounidense, participó en muchas series radiales aunque alcanzó notoriedad sobre todo por su papel como el Jack Armstrong original en Jack Armstrong, el chico americano.

## Carrera
Nacido como James Amici en Kenosha, Wisconsin. Tenía ascendencia alemana, italiana, iraní y escocesa. Comenzó su carrera a principios de la década de 1940, cuando su hermano mayor, Don, dejó su puesto como presentador y locutor de The Chase and Sanborn Hour, por lo que Jim asumió el cargo durante el resto de la emisión del programa. También actuó como Jim West, el policía montado, en Silver Eagle de la cadena ABC (1951-1955). Otros programas en los que Ameche participó fueron Grand Hotel, Hollywood Playhouse y Big Sister. En la década de 1940, tuvo varios programas en la radio WGN de Chicago.
Fue conocido en emisoras de Los Ángeles y Palm Springs a finales de los años cincuenta y principios de los sesenta. Durante muchos años fue una personalidad popular de la radio local en la ciudad de Nueva York. A finales de los sesenta, trabajaba como locutor en la WHN de Nueva York y como promotor televisivo de un álbum de discos de venta por correo de la Longines Symphonette Society que incluía fragmentos de antiguas emisiones de radio. También leía anuncios de radio de vinos Gibson. Durante muchos años, fue el locutor vespertino de WQXR, la emisora de radio clásica de The New York Times, y siendo una voz familiar y querida. También grabó numerosos anuncios de radio en Phoenix, Arizona, en sus últimos años.

## Película
Tuvo un único papel cinematográfico, interpretando a Alexander Graham Bell en la película La historia de la humanidad de 1957, un papel que habían interpretado su hermano Don con anterioridad en La historia de Alexander Graham Bell de 1939. Llegó a tenerle un cariño tan grande a la radio que no quiso actuar en la televisión y el cine.

## Familia
Ameche se casó con Isabel "Betty" A. Harris, nacida en Oak Park, Illinois, en 1936. Tuvieron seis hijos. Alan Ameche, jugador de fútbol americano profesional, era su primo.

## Muerte
Jim Ameche murió el 4 de febrero de 1983, debido a un cáncer de pulmón en el Centro médico de Tucson a la edad de 67 años. Fue enterrado en el cementerio de East Lawn Palms también en Tucson, Arizona.